# Wzgórze Ofel
Wzgórze Ofel (hebr. ‏עֹ֫פֶל‎) – niewielkie wzniesienie w południowo-wschodniej Jerozolimie w Izraelu (708 do 630 m n.p.m.). Kolebka miasta, która pierwotnie obejmowała swym terytorium tylko najwyższą część Ofelu (X w. p.n.e.). Nazwa Ofel oznacza kopiec, stos i jest zapewne odwołaniem do skalistej rzeźby wzgórza.
Wzgórze Ofel leży pomiędzy dolinami Cedronu i Tyropeonu, na południe od Wzgórza Świątynnego. Ma kształt podłużnej nerki, rozciągającej się z północy ku południowi.  Jego wyższa część znajduje się na północy, to tutaj musiały znajdować się pałace królewskie w czasach monarchii izraelskiej. Najniższa część leży na południu, skąd stoki wzniesienia nieco łagodniej schodzą w kierunku Sadzawki Siloe.
Wzgórze Ofel było rzeczywistym starotestamentowym Syjonem, o którym mówią liczni biblijni autorzy. Obecnie nazwę tę nosi wzniesienie, na którym znajduje się chrześcijański Wieczernik, co wynika z błędnego przekonania, że tu znajdowało się starożytne Miasto Dawida.
Paradoksalnie Ofel, który było pierwszą dzielnicą Jerozolimy w czasach Dawida i Salomona, znajduje się dzisiaj poza linią murów Starej Jerozolimy.